# (2007) McCuskey
(2007) McCuskey – planetoida z pasa głównego asteroid okrążająca Słońce w ciągu 3 lat i 249 dni w średniej odległości 2,38 au. Została odkryta 22 września 1963 roku w obserwatorium astronomicznym Goethe Link Observatory niedaleko Brooklynu w stanie Indiana w ramach Indiana Asteroid Program. Nazwa planetoidy pochodzi od Sidneya McCruskeya (1907–1979), dyrektora Warner and Swasey Observatory w latach 1959–1970. Przed jej nadaniem planetoida nosiła oznaczenie tymczasowe (2007) 1963 SQ.
Pomiary wykonane przez obserwatorium IRAS podają średnicę 33,79 ± 1,31 km i geometryczne albedo 0,07±0,01. Dla porównania według pomiarów fotometrycznych z Kosmicznego Teleskopu Spitzera średnica planetoidy wynosi 35,26±3,74 km, a albedo 0,03±0,01.